# كريستيان باترسون
كريستيان باترسون (بالإنجليزية: Christian Patterson)‏ هو مصور أمريكي، ولد في 1972 في فوند دو لاك في الولايات المتحدة.

## وصلات خارجية
- الموقع الرسمي
- كريستيان باترسون على موقع ميوزك برينز (الإنجليزية)